# Mierzwin (gmina)
Mierzwin (od 1973 Imielno) – dawna gmina wiejska istniejąca do 1954 roku w woj. kieleckim. Nazwa gminy pochodzi od wsi Mierzwin, lecz siedzibą władz gminy było Imielno. 
W okresie międzywojennym gmina Mierzwin należała do powiatu jędrzejowskiego w woj. kieleckim. Po wojnie gmina zachowała przynależność administracyjną. Według stanu z dnia 1 lipca 1952 roku gmina składała się z 21 gromad: Bełk, Borszowice, Dzierszyn, Helenów, Imielnica, Imielno, Jakubów, Kawęczyn, Mierzwin, Motkowice, Opatkowice Drewniane, Opatkowice Murowane, Opatkowice Pojałowskie, Sobowice, Stawy, Tur Dolny, Tur Górny, Tur-Piaski, Wólka, Zagaje i Zegartowice.
Jednostka została zniesiona 29 września 1954 roku wraz z reformą wprowadzającą gromady w miejsce gmin. Po reaktywowaniu gmin z dniem 1 stycznia 1973 roku gminy Mierzwin nie przywrócono, utworzono natomiast jej terytorialny odpowiednik, gminę Imielno.